# Coquillettidia
Coquillettidia è un genere di zanzara scoperto nel 1904 dall'entomologo Harrison Gray Dyar, Jr., basato principalmente sulle caratteristiche uniche dei suoi "peculiari" genitali maschili. L'epiteto specifico onora il collega di Dyar Daniel William Coquillett. 
Il genere comprende tre sottogeneri, Austromansonia, Coquillettidia e Rhynochotaenia e 57 specie, di cui Coquillettidia perturbans è forse il più noto. 
Non tutte le specie sono state ben documentate, ma si sa che le femmine di alcune si nutrono principalmente sangue di uccelli ma mordono anche il bestiame. Le femmine mordono principalmente di notte e sono più attive durante la prima parte della notte. Occasionalmente attaccano gli esseri umani durante le ore diurne in luoghi ombreggiati quando il loro habitat è invaso.
Le femmine adulte depongono le loro uova sulla superficie dell'acqua in aree di vegetazione emergente a cui le larve da cova si attaccano con un sifone modificato, sulle radici o sugli steli sommersi e dove rimangono durante lo sviluppo; le pupe si attaccano anche alle piante per mezzo di una tromba respiratoria modificata e rimangono lì fino a quando l'adulto è pronto per emergere. 
Le specie del sottogenere Coquillettidia sono principalmente afrotropicali, ma alcune si trovano nelle regioni orientali e australasiche, una si trova in Nord America e due nella regione paleartica. Austromansonia si trova solo in Nuova Zelanda, mentre le specie di sottogenere Rhynchotaenia sono confinate nella regione neotropicale.

## Importanza medica
Coquillettidia perturbans è considerato un vettore di encefalite equina orientale; altre specie sono vettori secondari o sospetti di Brugia malayi la causa della filariasi linfatica e della febbre della Rift Valley.